# Fiat Polski 524
La Fiat Polski 524 est une automobile fabriquée par le constructeur polonais Fiat Polski entre 1931 et 1934.
Comme le voulait la coutume à l'époque, Fiat réalisait une voiture sur deux châssis de longueurs différentes, la Fiat 524C - châssis court, et la Fiat 524L - châssis long.
Le moteur était un Fiat 122, 6 cylindres en ligne de 2 516 cm³ développant 52 HP. La Fiat Polski 524 appartenait à la catégorie des berlines limousines de classe élevée.
Un total de 2.275 exemplaires a été construit en Italie tandis que la version Fiat-Polski fabriquée en Pologne dans l'usine de Varsovie sous licence Fiat atteindra les 10.524 exemplaires dans les versions :

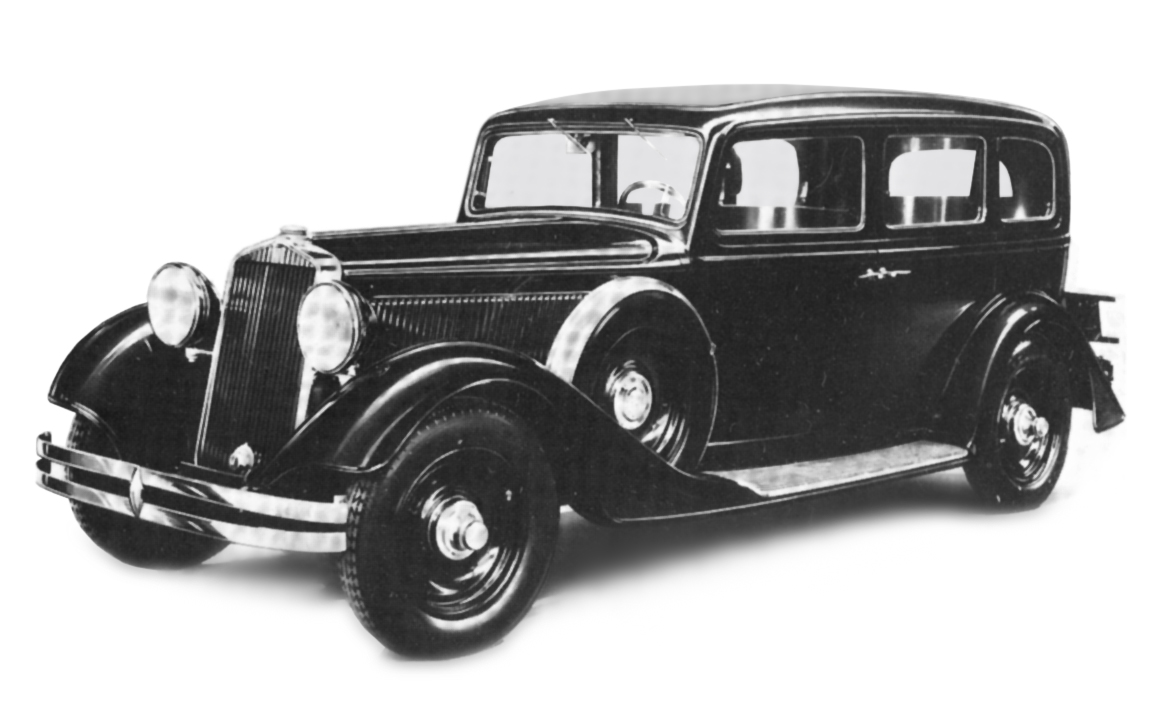
Fiat 524L

- Fiat 524C : berline et cabriolet,
- Fiat 524L : limousine.